# Терентьев, Антон Владимирович
Антон Владимирович Терентьев (род. 24 июня 1941 года, д. Князевское, Васисский район, Омская область) — советский и российский военачальник, генерал-полковник (10 июня 1994).

## Биография
Родился в д. Князевское, по другим данным, в находившимся по соседству ныне исчезнувшем селе Петровка. Сын крестьянина, призванного на фронт сразу после начала Великой Отечественной войны и погибшего в 1941 году.  Окончил 10 классов средней школы села Новоягодное в 1959 году.
В Советской армии с сентября 1959 года. Окончил Омское танко-техническое училище в 1962 году. С сентября 1962 по август 1965 года служил в войсках Московского военного округа заместителем по технической части командира танковой роты 43-го гвардейского танкового полка 4-й гвардейской Кантемировской танковой дивизии. Окончил Военную академию бронетанковых войск имени Р. Я. Малиновского в 1970 году. Продолжил службу в 9-й танковой дивизии 1-й гвардейской танковой армии Группы советских войск в Германии: с июня 1970 года — заместитель командира танкового батальона по технической части, начальник штаба – заместитель командира танкового батальона, командир танкового батальона 70-го гвардейского танкового полка, с декабря 1972 года — заместитель командира 95-го танкового полка, с июля 1974 года — командир 23-го танкового полка. В мае 1975 года был переведён в Забайкальский военный округ командиром 253-го танкового полка 52-й мотострелковой дивизии, в мае 1976 года стал заместителем командира 12-й мотострелковой дивизии, служил им по июль 1978 года, когда убыл учиться в академию. 
Окончил Военную академию Генерального штаба Вооруженных сил СССР имени К. Е. Ворошилова в 1980 году. Продолжил службу в Забайкальском ВО с июня 1980 года командиром 2-й гвардейской танковой дивизии, генерал-майор (17.02.1982). С июля 1983 года — первый заместитель командующего 39-й армией, которая хотя и входила в состав Забайкальского ВО, но дислоцировалась на территории Монголии. С июля 1986 года — командующий 29-й армией в том же округе (управление в г. Улан-Удэ). С августа 1988 года — начальник штаба – первый заместитель командующего войсками Забайкальского военного округа (Чита). Тогда же ему было присвоено воинское звание генерал-лейтенанта (29.10.1988). С февраля 1993 года — начальник штаба – первый заместитель главнокомандующего Западной группой войск на территории Германии. После завершения вывода ЗГВ в Россию почти полгода не получал нового назначения и находился в распоряжении главнокомандующего Сухопутными войсками РФ. В январе 1995 года назначен генерал-инспектором Главной военной инспекции Министерства обороны Российской Федерации. С мая 1995 года — начальник Главного управления боевой подготовки — заместитель главнокомандующего Сухопутными войсками по боевой подготовке. 
11 апреля 1997 года освобождён от этой должности и никакого нового назначения не получил вплоть до своего увольнения в отставку в августе 2001 года (все эти годы состоял в распоряжении главнокомандующего Сухопутными войсками и начальника Генерального штаба Вооруженных Сил Российской Федерации). Причиной такого кадрового решения стало расследовавшееся несколько лет уголовное дело в его отношении по факту незаконного завладения с использованием подложных документов тремя служебными трехкомнатными квартирами в Улан-Удэ, Твери и Москве, а также по злоупотреблению служебным положением в виде использования военнослужащих в личных целях. В 1999 году решением суда генерал Терентьев был оправдан, но такой приговор обжаловала Главная военная прокуратура. При повторном рассмотрении дела 5 марта 2001 года в Московском окружном военном суде прокурор отказался от обвинения в мошенничестве и по соответствующему обвинению генерал был оправдан, а по статье «злоупотребление служебным положением» уголовное дело было прекращено судом за истечением срока давности. После чего Терентьев попытался обжаловать в суде указ Президента РФ об освобождении его от должности начальника Главного управления боевой подготовки — заместителя главнокомандующего Сухопутными войсками по боевой подготовке, но Верховный Суд Российской Федерации в удовлетворении его жалобы отказал.
Живёт в Москве, занимается общественной работой: президент Межрегиональной общественной организации «Союз ветеранов Группы войск в Германии», председатель Комитета ветеранов войны и военной службы ордена Ленина Забайкальского (Сибирского) военного округа.

## Награды
- Орден Трудового Красного Знамени (1973)
- Орден Красной Звезды (1982)
- Орден «За службу Родине в Вооружённых Силах СССР» III степени (1991)
- Ряд медалей СССР и Российской Федерации
- Орден Красного Знамени (МНР, 1988)